# 深沢 (郡山市)
深沢（ふかざわ）は、福島県郡山市に所在する町丁である。郵便番号は963-8874。

## 地理
郡山市役所本庁所管地域である市街中心部に属する。北西で鶴見坦、北東で池ノ台、西で愛宕町、南東角で山根町、南で七ッ池町、南から西にかけ菜根とそれぞれ隣接する。中心市街地中部に位置し、住居表示が実施されている。静御前通り以北、一級市道29号荒井長者線の両側に広がる区域を範囲とし、市道29号を境とし東に一丁目、西に二丁目が設置されている。住宅地が広がり、主に幹線道路に沿い店舗が点在する。北西部には酒蓋池の周りに酒蓋公園が整備されている。麓山に所在する郡山警察署麓山交番、および堂前町に所在する郡山消防署本署がそれぞれ管轄にあたる。

### 河川・湖沼
- 酒蓋池

## 世帯数と人口
2024年1月1日現在の世帯数と人口は以下の通りである。
| 町丁 | 世帯数  | 人口    |
| ---- | ------- | ------- |
| 深沢 | 818世帯 | 1,618人 |

## 小・中学校の学区
市立小・中学校に通う場合、学区は以下の通りとなる。
| 番地   | 小学校           | 中学校                 |
| ------ | ---------------- | ---------------------- |
| 一丁目 | 郡山市立橘小学校 | 郡山市立郡山第三中学校 |
| 二丁目 | 郡山市立薫小学校 | 郡山市立郡山第三中学校 |

## 交通

### 道路
- 一級市道29号荒井長者線
- 一級市道31号大町大槻線（静御前通り）

## 施設等
- ツルハドラッグ 郡山深沢店
- セブンイレブン 郡山三中前店
- たんぽぽ保育園
- 酒蓋公園